# Provincia Nyanza
Provincia Nyanza este una dintre cele 9 unități administrativ-teritoriale de gradul I ale Kenyei. Reședința sa este localitatea Kisumu.